# 윌리엄 릴리

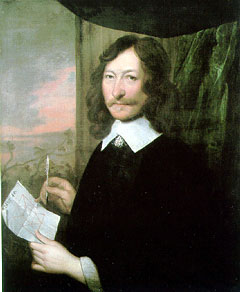
윌리엄 릴리

윌리엄 릴리(William Lilly, 1602년 5월 1일 ~ 1681년 6월 9일)는 잉글랜드의 점성가로서, 그의 생애 동안에 명성을 얻었다. 릴리는 특히 순간적 질문에 대한 천궁도의 해석에 능숙했고, 그것이 그의 전문 분야였다.
릴리는 이른바 런던 대화재가 발생하기 약 14년 전에 그것을 예언했다는 점에 대에 많은 논쟁을 야기했다. 그러한 이유로, 많은 사람들은 릴리가 불을 질렀을 수도 있다고 여겼지만, 그러한 주장을 지지하는 어떠한 증거도 없다. 그는 그러한 혐의로 의회에서 재판을 받았지만, 무죄로 판결 받았다.

## 생애 초기
윌리엄 릴리는 1602년에 레스터셔주 다이스워스에서, 오랜 요먼 가문에서 태어났다. 그는 애시비데라조크의 학교에서 존 브린즐리에게 기본 고전 교육을 받았지만, 그의 스승은 논리학을 가르치지 않았다고 전해진다. 그가 17세 때, 그의 아버지는 가난에 시달렸고, 그는 런던으로 상경해서, 노부부를 시중드는 일에 고용되었다. 1627년, 그의 고용주가 죽을 때, 그에게 20파운드의 연금을 남겼다. 그 후 곧바로, 릴리는 미망인과 결혼했는데, 1633년에, 그녀가 죽음으로 그에게 1000파운드 가량의 가치를 지닌 유산이 남겨졌다.

## 경력
그는 점성술에 취미를 갖기 시작하여, 그가 관심을 가진 주제의 서적들을 모두 읽었고 때때로 그의 기술로 불가사의를 해명하려 하였다. 1642년과 1643년에 그는 읽었던 과거의 모든 서적에 대한 신중한 개정에 몰두 했는데, 특히 발렌틴 나보트의 《알카비티우스에 대한 주석집》을 들어, 그는 "그에 대해서 진지게 연구했고 겪어본 저자들 중에서 가장 심원하다"고 밝혔다. 그 무렵, 릴리는 "조심스레 왕과 의회 사이의 모든 단계적 차이를 알렸다." 그리고, "그는 먼저 지상의 모든 일은 우세한 원인에 달려있으며, 따라서 천체의 배치로 그것들을 발견할 수 있다는 가능성을 믿는다"고 전했다. 그 이후, 그는 몇몇 수필집을 저술하며, "연구를 거듭할수록 더 용기를 얻었고, 궁극적으로 그가 사용하는 기법에 대한 스스로의 기준을 마련했다."고 했다.
릴리의 가장 종합적인 저서는 1647년에 출판된 《기독교 점성술(Christian Astrology)》이다. 그것은 방대해서 근대에 세 권으로 나뉘었고, 오늘날까지도 인기가 유지되며, 완전히 절판된 적이 없었다. 그것은 중세로부터 이어지는 전통적인 점성술의 연구에 대한 대표적인 문헌들 가운데 하나이며, 특히 특정 질문이 점성가에게 주어진 시간의 천궁도에 근거해서 미래의 사건을 예측하거나 현재의 사건에서 알려지지 않은 요소를 조사하는 것과 관련된 순간 점성술에서 그러하다. 릴리는 잃어버린 물고기의 위치에서부터 전투의 결과에 이르기까지의 광범위한 질문에 대해서 대부분 성공적으로 정확한 답변이 알려진 수천 개의 순간 천궁도를 연구했다. 순간 천궁도의 예제들은 크리스천 점성술 제2권에 수록되어 있다.
그리고 나서, 그는 예언적 연감을 발행하기 시작했고, 그의 어떤 작품들은 장기의회의 가장 저명한 의원들 가운데 몇 명으로부터 진지한 관심을 끌었다. 릴리는 벌스트로드 화이트록크와 의장 윌리엄 렌털, 필립 스테이플턴 경 그리고 일라이어스 애슈몰 등과 친밀한 관계에 있었다. 존 셀던 조차도 그를 인정하는 듯 하였는데, 그 시대의 대중과 그와의 주요한 차이점은, 다른 사람들은 점성술의 일반적 진리를 믿었는데 반해, 그는 릴리가 언급한 미래의 사건들을 일일이 기록해 두었다는 것이다.
1650년에, 릴리는 크리스토퍼 헤이든의 《수학적 논증의 점성술의 담론(An Astrological Discourse with Mathematical Demonstrations)》의 서문을 작성했는데, 그것은 1608년 경에 저술되어 유작으로써 주로 일라이어스 애슈몰의 비용으로 처음 출판된 점성술에 대한 방어 서적이다.

## 은퇴와 죽음
왕정복고 이후에, 그는 매우 급속도로 평판이 나빠졌다. 그의 예언이 일반적으로 나타내왔던 의회에 대한 동정은 그가 왕실의 호의를 얻지 못하도록 만들었다. 그는 《휴디브래스(Hudibras)》에서 다소 과장된 풍자를 묘사한 새뮤얼 버틀러에게 비난을 받았다. 그는 상당한 재산을 축적했는데, 은퇴를 결심하고 서리주의 허샴에 작은 토지를 구입하였고, 거기서 그의 재능을 의학에 쏟았다. 그는 1681년에 죽었다. 2003년에, 스트랜드 가에 있는 사용되지 않는 올드위치 지하철 역의 그의 옆에 기념 액자가 걸렸다. 릴리는 1627부터 1665년까지 과거 스트랜드 지하철역의 부지에 있는 한 가옥에서 살았다.

## 현대의 영향력
1985년에 영국에 있는 레굴루스 출판사에 의한 릴리의 《기독교 점성술(Christian Astrology)》의 1647년 원본의 복제본의 출판은 북미와 유럽에 점성술의 학문적 부흥을 가져왔고, 현대 점성술 기법의 변화를 유발했다. 올리비아 바클레이와 또 다른 영국의 점성가들은 릴리의 점성술에 대한 업적을 찾아내기 시작했고, 궁극적으로는 기독교 점성술의 재출판을 야기했다. 한국에서는 그 저서의 《크리스천 점성술》이라는 제목의 번역본이 출판된다.

## 참고 문헌
- Patrick Curry, Prophecy and Power: Astrology in Early Modern England, Princeton University Press, 1989.
- William Lilly, Christian Astrology, Book 1: An Introduction to Astrology; Book 2: The Resolution of All Manner of Questions, 1647. 2nd ed., 1659. Re-published by Astrology Classics (Bel Air, Maryland), 2004; by Ascella Publications, ed. D. Houlding, London, 1999; and [in facsimile of 1647 edition] by Regulus Publishing Company Ltd., London, 1985.
- William Lilly, Christian Astrology, Book 3: An Easie And Plaine Method Teaching How to Judge upon Nativities, 1647. 2nd ed., 1659. Re-published by Astrology Classics (Bel Air, Maryland), 2004; by Ascella Publications, ed. D. Houlding, London, 2000; and [in facsimile of 1647 edition] by Regulus Publishing Company Ltd., London, 1985.
- William Lilly, History of His Life and Times from the year 1602 to 1681, 1715, London, by Elias Ashmole. Re-published by Kessinger, 2004.
- William Lilly and Elias Ashmole, Lives of Those Eminent Antiquaries Elias Ashmole and Mr. William Lilly, published by T. Davies, 1772, London. Reprinted by Kessinger from 1942 edition.
- Derek Parker, Familiar to All: William Lilly and Astrology in the Seventeenth Century, London, Cape, 1973.
- Barbara Howard Traister, The Notorious Astrological Physician of London: works and days of Simon Forman, Chicago and London, University of Chicago Press, 2001.